# Massa Fresca
Massa Fresca é uma série juvenil portuguesa transmitida em simultâneo pela TVI e pela TVI Ficção entre 25 de abril e 10 de setembro de 2016, tendo como protagonistas Mafalda Marafusta e Duarte Gomes.
O Biggs passou a transmitir a a série a partir do dia 12 de abril de 2021.
Regressou à TVI Ficção em 3 de setembro de 2022, substituindo Ana e os Sete, na faixa de séries de fim de semana, exibidas pelas 22h.
Em 2020, Massa Fresca foi também transmitida pelo canal TVI África. Atualmente, em 2024, faz parte da grelha da TVI Internacional.
Desde 10 de setembro de 2016 que todos os episódios estão disponíveis no TVI Player. À data de 2024, a série está disponível na plataforma portuguesa da Prime Video.

## Detalhes
Da autoria de Sara Rodi, foi produzida pela Plural Entertainment. Esta foi mais uma aposta da TVI para o horário de final da tarde, às 19h00, tal como projetos anteriores do mesmo género. Inicialmente, o título da série era Quatro Estações.
Mafalda Marafusta interpreta a protagonista Maria, tendo ainda Duarte Gomes, Pedro Carvalho, Dina Félix da Costa, Beatriz Barosa, Artur Dinis, Beatriz Leonardo, Gonçalo Oliveira, Maria Eduarda Laranjeira, Catarina Avelar, Ruy de Carvalho, Rita Ribeiro, Sara Barradas e Carlos Oliveira nos papéis principais.

## Sinopse
Maria Miguel (Mafalda Marafusta) é uma jovem de 21 anos que perdeu a mãe há três anos, vítima de cancro, e nunca conheceu o pai (que nos últimos episódios vem a conhecer), razão pela qual se vê obrigada a batalhar diariamente pelo seu sustento. Antes de ficar órfã, Maria preparava-se para terminar o 12.º e ir estudar canto para Londres, mas o dinheiro que juntou acabou por ser usado nos tratamentos da mãe, acumulando ainda uma avultada dívida. Ela trabalha na Telepizza e continua a ser uma jovem otimista e alegre, mas a quem a vida ensinou a viver um dia de cada vez, sem grandes planos. A sua vida muda drasticamente quando, a caminho de uma entrega de pizzas, procura evitar o atropelamento de duas crianças, lançando-se de motorizada contra um carro que seguia a grande velocidade. O acidente deixa-lhe algumas mazelas, e os pais das crianças, reconhecidos pelo ato heroico de Maria, levam-na para sua casa, a fim de a ajudarem na recuperação.
É assim que Maria, uma jovem habituada a ultrapassar sozinha as suas dificuldades, se vê no seio de uma família abastada, com 5 filhos entre os 5 e os 17 anos, cada um com os seus desafios, paixões e lutas próprias da idade, que veremos também espelhados no dia-a-dia do colégio que frequentam. Tudo se complica ainda mais quando o casal resolve fazer uma viagem de lua-de-mel e morre num acidente de carro. Maria fica assim com os cinco filhos do casal a seu cargo, responsabilidade partilhada com um tio paterno das crianças, Francisco (Duarte Gomes), que entretanto se apaixona por ela, uma tia materna, Branca (Dina Félix da Costa), interessada no dinheiro da família, e as duas empregadas da casa, que lhe dão mais dores de cabeça do que soluções para os problemas que vão surgindo.
Maria é uma jovem corajosa e determinada que, mesmo com todos os erros que comete e obstáculos que atravessa, não desiste de tentar manter a família unida e ajudar cada um dos jovens Elias a crescer de forma saudável e feliz. Quem ajuda Maria a cuidar dos jovens Elias é Artur (Pedro Carvalho), um homem muito bonito e certinho, que também é médico das crianças. Ele deixa-se encantar por ela e começa a ser uma visita cada vez mais frequente em casa dos Elias. Na tentativa de ajudar a filha mais velha dos Elias a levar para a frente a sua banda, Maria vê também catapultada a sua própria carreira musical.

## Elenco
| Ator                     | Personagem                                   |
| ------------------------ | -------------------------------------------- |
| Mafalda Marafusta        | Maria Miguel                                 |
| Duarte Gomes             | Francisco Elias                              |
| Pedro Carvalho           | Dr. Artur                                    |
| Beatriz Barosa           | Catarina Castro Elias                        |
| Artur Dinis              | Salvador Castro Elias                        |
| Beatriz Leonardo         | Leonor Castro Elias                          |
| Gonçalo Oliveira         | Simão Castro Elias                           |
| Maria Eduarda Laranjeira | Teresa Castro Elias (Teresinha)              |
| Mercês Borges            | Constança Castro Semião                      |
| Dina Félix da Costa      | Branca Castro Semião                         |
| Carlos Oliveira          | Diamantino Vilela                            |
| Sara Barradas            | Margarida Afonso (Guida)                     |
| João Bonneville          | Sérgio Silva                                 |
| Ana Brito e Cunha        | Maria Albertina (Tininha) da Conceição Silva |
| Catarina Avelar          | Maria Miquelina De Santarém (Avó Miquinhas)  |
| Ruy de Carvalho          | Luciano Castro (Avô Luciano)                 |
| Rita Ribeiro             | Maria José (Zezinha)                         |
| Inês Gonçalves           | Célia Veiga                                  |
| Susana Sá                | Antónia Félix                                |
| Pedro Martins            | Sebastião Félix                              |
| Daniela Melchior         | Carminho Santiago                            |
| Francisco Fernandez      | Pedro Tavares                                |
| Bruno Páscoa             | Carlos Graça Saraiva (Catita)                |
| Ruben Valle              | João Gouveia                                 |
| Guilherme Filipe         | Manuel Pereira                               |
| Sylvie Dias              | Carla Junqueiro                              |
| Nuno Pardal              | Hugo Santos                                  |
| Isabel Figueira          | Bárbara Moreira                              |
| Sofia Grillo             | Mariana Belo                                 |
| Lourenço Henriques       | Tiago Belo                                   |
| Miguel Ruivo             | Gustavo Belo Simões (Guga)                   |
| Maria Emília Correia     | Arlete Graça                                 |
| Pedro Bargado            | Armando Saraiva                              |
| Lavínia Moreira          | Alice Graça Saraiva                          |
| Guilherme Rocha          | Fernando Graça Saraiva (Nando)               |

### Participações especiais
| Ator/Atriz         | Personagem                                           |
| ------------------ | ---------------------------------------------------- |
| Pedro Lima         | Vicente Elias                                        |
| Sofia Alves        | Inês Castro Elias                                    |
| Alda Gomes         | Rafaela                                              |
| André Caramujo     | Membro de um gangue                                  |
| António Calvário   | Ele Próprio                                          |
| António Évora      | Alberto                                              |
| Augusto Portela    | Dr. Perestrelo                                       |
| Camilo Reis        | Cantor                                               |
| Carlos Sebastião   | Operário na fábrica Vidrelias                        |
| Catarina Requeijo  | Lara Piçarra ( Medica)                               |
| Cátia Nunes        | Filomena                                             |
| Conguito           | Ele próprio                                          |
| Cristina Ferreira  | Ela própria                                          |
| Abraham Mateo      | Ele próprio                                          |
| Elsa Valentim      | Beatriz (Mãe da Maria)                               |
| Eurico Lopes       | Duda (Pai de Maria)                                  |
| Fernando Rodrigues | Empresário de Mónaco                                 |
| Francisco Arraiol  | Rui                                                  |
| Francisco Beatriz  | Pivô do telejornal                                   |
| Heitor Lourenço    | Lourenço Fenix                                       |
| Hugo Costa Ramos   | Traficante                                           |
| João Cachola       | Jota (namorado de Carminho)                          |
| Jorge Mota         | Dr. Cabral                                           |
| Kiko               | Ele próprio                                          |
| Liliana Leite      | Italiana                                             |
| Lourenço Seruya    | Paparazzi                                            |
| Luís Lucas         | Dr. Edmundo Gaspar (médico que trata Inês no Mónaco) |
| Manuel Luís Goucha | Ele próprio                                          |
| Maria Hasse        | Marina                                               |
| Mariema            | Graciete                                             |
| Martim Barbeiro    | Aluno que se envolve à pancada com Guga              |
| Martim Pedroso     | Joaquim                                              |
| Peperan            | Ela própria                                          |
| Rafael Gomes       | Raí                                                  |
| Rui Luís Brás      | Vitorino Simões (Pai de Guga)                        |
| Sónia Aragão       | Dra. Fátima (Médica de Célia)                        |
| Tiago Miguel       | Ele próprio                                          |
| Fátima Lopes       | Ela própria                                          |

## Audiências
Na estreia, dia 25 de abril de 2016, Massa Fresca registou 7,4% de rating e 20,2% de share, sendo líder. Durante os seus 99 episódios, a série manteve o 2.º lugar nas audiências. O último episódio, no dia 10 de setembro, marcou 5,2% de rating e 18,8% de share. Ficou com média final de 5,5% de rating e 17,5% de share.
| Média | Média    | Episódios exibidos | Rating | Share |
| ----- | -------- | ------------------ | ------ | ----- |
| 2016  | Abril    | 5                  | 7,4%   | 21,5% |
| 2016  | Maio     | 20                 | 6,5%   | 18,8% |
| 2016  | Junho    | 21                 | 5,4%   | 17,0% |
| 2016  | Julho    | 20                 | 4,9%   | 16,2% |
| 2016  | Agosto   | 22                 | 5,1%   | 16,8% |
| 2016  | Setembro | 9                  | 5,6%   | 18,9% |
| Total | Total    | 97                 | 5,8%   | 18,2% |

Nota: Cada ponto de rating equivale a 95 000 espetadores. Estes dados incluem visualização em diferido no próprio dia (VOSDAL).